# Braniștea (Galați)
Pour les articles homonymes, voir Braniștea.
Braniștea est une commune du județ de Galați en Roumanie.